# Roland Kostulski
Roland Kostulski (13 de junio de 1953) es un deportista de la RDA que compitió en remo.
Participó en los Juegos Olímpicos de Montreal 1976, obteniendo una medalla de oro en la prueba de ocho con timonel. Ganó una medalla de oro en el Campeonato Mundial de Remo de 1975.

## Palmarés internacional
| Juegos Olímpicos   | Juegos Olímpicos         | Juegos Olímpicos | Juegos Olímpicos |
| Año                | Lugar                    | Medalla          | Prueba           |
| ------------------ | ------------------------ | ---------------- | ---------------- |
| 1976               | Montreal (Canadá)        | Medalla de oro   | Ocho con timonel |
| Campeonato Mundial |                          |                  |                  |
| Año                | Lugar                    | Medalla          | Prueba           |
| 1975               | Nottingham (Reino Unido) | Medalla de oro   | Ocho con timonel |